# Ludwigia multinervia
Ludwigia multinervia là một loài thực vật có hoa trong họ Anh thảo chiều. Loài này được (Hook. & Arn.) Ramamoorthy mô tả khoa học đầu tiên năm 1987.